# Mary Seymour
Mary Seymour (1548. augusztus 30. – 1550. augusztus 30. után) angol nemeskisasszony.
VIII. Henrik angol király özvegyének, Parr Katalin angol királynénak és Thomas Seymournak egyetlen lánya. Anyja negyedik házasságából született. Katherine Parr első két férje idősebb volt nála, harmadik férje VIII. Henrik angol király, akinek harmadik felesége, Jane Seymour, Thomas Seymour testvére volt. Henrik fia, a későbbi VI. Eduárd angol király így Mary Seymour unokatestvére. Katherine Parrnak nem voltak gyerekei az előző három férjétől. A Mary megszüléséből eredő komplikációk miatt Katherine Parr 6 nap múlva meghalt, Thomas Seymour-t pedig egy évvel később kivégezték, mert összeesküvést szőtt VI. Eduárd ellen.
Mivel Katherine után férje örökölt, az ő teljes vagyonát pedig elkobozták, Mary nincstelen maradt. Suffolk hercegnéje, Katherine Willoughby gondjaira bízták. Mivel 1550 után eltűnik a történelmi feljegyzésekből, feltételezik, hogy nem élt kétéves koránál tovább. Agnes Strickland azt írja Katherine Parr-ról írt életrajzában, hogy Mary felnőtt, és férjhez ment Edward Bushelhez, aki Dániai Anna, I. Jakab angol király felesége szolgálatában állt.